# Hemley Boum
Boum Hemley (Douala, 1973) è una scrittrice camerunese, residente a Parigi con il marito e i due figli..
Ha studiatoscienze sociali all'Università Cattolica dell'Africa Centrale di Yaoundé e commercio estero all'Università Cattolica di Lilla.
Nel 2015 ha vinto il Gran premio letterario dell'Africa Nera per Les Maquisards.